# 卡布里約國家紀念區
卡布里约國家紀念區（英語：Cabrillo National Monument）是位於美国加利福尼亚州聖地牙哥洛馬角半島的一處紀念區，紀念胡安·罗德里格斯·卡布里略於1542年9月28日在圣迭戈灣登陸。這一事件是歐洲探險家首次在美國西海岸登陸。該紀念碑在1932年被列入加利福尼亞歷史地標，並在1966年被列入國家史蹟名錄。

## 外部連結
- Cabrillo National Monument （页面存档备份，存于） - Official National Park Service website
- Cabrillo National Monument Map  （页面存档备份，存于）
- Cabrillo National Monument Foundation（页面存档备份，存于）
- The Origin and Development of Cabrillo National Monument 1981 NPS administrative history
- Early History of the California Coast, a National Park Service Discover Our Shared Heritage Travel Itinerary （页面存档备份，存于）